# Qanat Äbutälipov
Qanat Qalizjanuly Äbutälipov (kazakiska: Қанат Қалижанұлы Әбутәліпов), född 22 mars 1983 i Barsjino i Kazakiska SSR i Sovjetunionen, är en kazakisk boxare. Äbutälipov har tävlat i viktklassen Bantamvikt (-54 kg).
Han representerade Kazakstan vid de olympiska sommarspelen 2008 i Peking. Där förlorade han dock i en match mot den blivande silvermedaljören Yankiel León från Kuba. Äbutälipov tävlade även i de olympiska sommarspelen 2012 i London. Där förlorade han återigen mot den blivande silvermedaljören, denna gången John Joe Nevin.